# Gräsö
Gräsö ist der Name einer Insel in der Ostsee und zugleich der Name des Hauptortes der Insel.
Die Insel gehört zur Gemeinde Östhammar und liegt vor der Ostküste des schwedischen Festlands in der Provinz Uppsala län. Die Insel ist über eine Fährverbindung von Öregrund aus erreichbar. Die Bewohner der Insel leben von der Landwirtschaft und vor allem vom Tourismus. Im Sommer werden an den Wochenenden bis zu 10.000 Besucher gezählt, die sich vor allem in den zahlreichen Sommerhäusern aufhalten. Im Norden der Insel schließt sich die kleine Insel Örskär an.

## Einwohnerentwicklung
| Jahr | Einwohner | Beleg |
| ---- | --------- | ----- |
| 2010 | 705       | [ 1 ] |
| 2015 | 665       | [ 1 ] |
| 2018 | 632       | [ 1 ] |
| 2020 | 636       | [ 1 ] |